# سوزی کیو
سوزی کیو (انگلیسی: Siouxsie Q) بازیگر، بازیگر پورنوگرافی، و روزنامه‌نگار اهل ایالات متحده آمریکا است.